# Чудо у Ланчану
Ланчанско чудо или Чудо у Ланчану се односи на евхаристијско чудо које се, према црквеном предању, десило у 8. веку, за време Свете Литургије ., која је служена у цркви у граду Ланчано, када су се евхаристијски хлеб и вино претворили у људско месо и крв . 1574, 1770. и 1886. године, артефакте су проучавали свештеници, прва студија научне заједнице одржана је у другој половини 20. века.

## Црквено предање
У цркви Сан-Легонција, у старом италијанском граду Ланчано, током Свете Евхаристије, у срцу једног од свештеника који је тог дана служио Литургију, изненада се појавила сумња да ли су Тело и Крв Господња, скривени под видом хлеба и вина, истинити. Док је свештеник са страхом изговарао свете речи Евхаристијског канона, сумње су наставиле да га муче. Речима молитве преломио је евхаристијски хлеб, а онда је малом црквом одјекнуо крик чуђења. Под прстима јеромонаха, преломљени хлеб се одједном претворио у нешто друго - није одмах схватио шта је то. А у чинији више није било вина - постојала је густа гримизна течност слична крви.
Запањени свештеник је погледао предмет у својим рукама: био је то танак комад меса, који је подсећао на мишићно ткиво људског тела. Монаси су окружили свештеника, затечени чудом, не могавши да обуздају своје чуђење.
Тада је он исповедио пред њима своје сумње разрешене на тако чудесан начин. Свршивши Свету Литургију, он је у тишини пао на колена и уронио у дугу молитву. Чудесна Крв и Месо чувају се у цркви Сан-Летонција (данас Сан-Франческа) у Ланчану .

## Истраживања
Различите студије су покушале да процене реликвије са различитим резултатима како су научне способности еволуирале током векова . Један сет мерења извршио је 1574. године надбискуп Антонио Гаспар Родригез, који је утврдио да „крв подељена на пет неједнаких делова тежи заједно колико и сваки засебно“. Историчари науке 21. века то назива „чудом равнотеже“ 
Дана 18. новембра 1970. др Одоардо Линоли из болнице Арецо узео је узорке обе компоненте за анализу. Према његовом опису, "месо" је тамножуто-браон округли предмет величине 5-6 цм са рупом у средини, упоредив по конзистенцији са тврдим дрветом. „Kрв” се састоји од пет још тврђих жуто-браон фрагмената неправилног облика укупне тежине 15,85 г .
Студије су завршене 4. марта 1971. године, према њиховим резултатима, Линоли је дошао до закључка да је месо фрагмент мишићног ткива људског срца, садржи миокард, ендокард и вагусни нерв у пресеку, а течност је крв АБ групе . Линолијеву анализу је 1981. године потврдио Руђеро Бертели, бивши професор људске анатомије на Универзитету у Сијени